# Pinzgauer (razza bovina)
La Pinzgauer è una razza bovina a duplice attitudine allevata principalmente nella provincia autonoma di Bolzano (Val Aurina e Val Pusteria), in Austria e Germania.
La produzione di latte nelle primipare è di 3500 kg per lattazione, mentre nelle pluripare arriva a 4300 kg; la razza è famosa anche per la finezza delle carni.
La Pinzgauer sopporta bene il rigido clima di montagna ed è perfettamente adattata ai terreni declivi per la resistenza e la durezza degli unghioni.
Gli individui sono di media taglia, raggiungendo l'altezza di 145 cm al garrese per i tori e i 138 cm per le vacche. Il peso vivo è di 1200 kg per i tori e 700 kg per le vacche.
La razza ha il mantello pezzato rosso con le zone bianche limitate alle zone dorso-lombo-caudale e ventrale.